# Лтайеф, Сайфулла
Сайфулла Лтайеф (араб. حاييم الجبالي‎; род. 22 апреля 2000, Цюрих) — тунисский футболист, полузащитник нидерландского клуба «Твенте». и сборной Туниса, выступающий на правах аренды за роттердамскую «Спарту».

## Клубная карьера
Лтайеф — воспитанник клубов «Цюрих» и «Винтертур». 23 июня 2020 года в матче против «Грассхоппера» он дебютировал в Челлендж-лиге в составе последнего. 11 июля в поединке против «Арау» Сайфулла забил свой первый гол за «Винтертур». В 2022 году он помог клубу выйти в элиту. Летом того же года Лтайеф перешёл в «Базель». 16 июля в матче против своего бывшего клуба «Винтертула» он дебютировал в швейцарской Суперлиге.
17 мая 2024 года подписал трёхлетний контракт с нидерландским «Твенте».
Летом 2025 года перешёл на правах аренды в роттердамскую «Спарту».

## Международная карьера
22 сентября 2022 года в товарищеском матче против сборной Комор Лтайеф дебютировал за сборную Туниса.